# Oatcake
La oatcake ("torta di avena" in lingua inglese) è un biscotto croccante e salato di farina d'avena tradizionale della Scozia. Le oatcake possono anche contenere altri tipi di farina e vengono cotte su una piastra (girdle  in lingua scots) o al forno.

## Storia
L'esistenza delle oatcake è confermata da documenti ritrovati in Scozia e che risalgono al 43 d.C., epoca della conquista della Britannia da parte dei Romani, e si suppone che esse esistessero ancor prima di tale epoca. Le oatcake sono state considerate da qualcuno il tipo di pane più importante della cucina scozzese per secoli. Fra il 1357 e il 1360, Jean Le Bel parlò di suore beghine che preparano "piccole frittelle allo stesso modo delle ostie per la comunione". Si sostiene che tale sia la più antica descrizione delle oatcake.

## Varianti
La parola oatcake identifica anche, con un'accezione diversa, delle frittelle d'avena tradizionali del Regno Unito come, ad esempio, le Staffordshire oatcake inglesi.